# Rooms: The Main Building
Rooms: The Main Building est un jeu vidéo de puzzle sur Wii et Nintendo DS de type pointer-et-cliquer développé Hudson Soft.

## Histoire
Mr. X reçoit pour son anniversaire un cadeau qui le transporte dans un monde étrange dans lequel il devra résoudre toutes sortes de puzzles pour pouvoir en sortir. Dans son périple, Mr X est accompagné de Mr Book, un livre parlant qui le conseille dans la résolution des énigmes.

## Système de jeu
Le  joueur déplace Mr X suivant le système point and click, pour résoudre un puzzle et pouvoir accéder à l'énigme suivante, il devra faire coulisser les pièces à l'écran à la manière d'un jeu de taquin pour permettre au héros de récupérer les éventuels objets et rejoindre la sortie.